# Уилям Нордхаус
Уилям Добни Нордхаус (на английски: William Dawbney Nordhaus) е американски икономист.

## Биография
Роден е на 31 май 1941 г. в Албакърки в семейството на бизнесмен от еврейски произход, основател на въжена линия край града. През 1963 г. завършва Йейлския университет, а през 1973 г. защитава докторат в Масачузетския технологичен институт. След това работи в Йейлския университет, главно в областта на икономиката на околната среда.
През 2018 г. получава, заедно с Пол Ромър, Нобелова награда за икономика „за интегрирането на измененията в климата в дългосрочния макроикономически анализ“.